# Фікре Селассіє Вогдересс
Фікре Селассіє Вогдересс (амх. ፍቅረ ሥላሴ ወግደረስ, нар. 13 липня 1941[джерело?] — 12 грудня 2020) — прем'єр-міністр Ефіопії з 10 вересня 1987 року по 8 листопада 1989 року.

## Біографія
Фікре Селассіє був одним з найбільш маловідомих членів ДЕРГ до перевороту 3 лютого 1977 року, під час якого генеральний секретар Тафарі Бенті був убитий разом з сімома іншими членами ДЕРГ. Переворот підвищив його (Бахру Зевде зазначає, що "за деякими джерелами його ледь не стратили через помилкову ідентифікацію!") до посади Генерального секретаря, на якій він час від часу розвіював "атмосферу тотального підлабузництва" своєю "частково незалежною вдачею".
Фікре Селассіє став першим прем'єр-міністром нової реорганізованої держави та адміністрації, яка (з формальної точки зору) замінила Дерг у вересні 1987 року. У листопаді 1988 року він здійснив поїздку до Каїру з метою налагодити відносини з Єгиптом і висловити підтримку пропозиції Єгипту провести переговори щодо врегулювання еритрейського конфлікту.
У листопаді 1989 року президент Менгісту Хайле Маріам наказав усунути його з посади, розкритикувавши його за три дні до цього на засіданні Політбюро Робітничої партії Ефіопії, заявивши, що "немає нікого схожого на Фікре Селассіє, який сидить склавши руки і мовчки. Одного разу він сидів тут і читав журнал.... Він не антиреволюціонер, не злочинець і не змовник..... Але він неврівноважений і навіть грубий.... Його відраховують і з дисциплінарних причин".